# ماه بانو (مياندشت)
ماه بانو (بالفارسية: ماه بانو) هي مستوطنة تقع في إيران في Miyandasht Rural District. يقدر عدد سكانها بـ 18 نسمة بحسب إحصاء 2016.